# Kokornak okrągłolistny
Kokornak okrągłolistny (Aristolochia rotunda L.) – gatunek rośliny z rodziny kokornakowatych (Aristolochiaceae Juss.). Występuje naturalnie w Afryce Północnej (bez Maroka), Azji Mniejszej, na Bliskim Wschodzie oraz w Europie Południowej. We Francji maksymalny północny zasięg występowania sięga departamentów Alpy Wysokie, Aveyron oraz południowej części Charente.

## Morfologia
PokrójBylina wyprostowana lub płożąca. Dorasta do 20–60 m wysokości.
KorzeńSą duże i bulwiaste. Pędy są bezwłose, proste lub rozgałęzione. Bulwy podziemne mają stożkowaty lub jajowaty kształt.
LiścieMają owalnie zaokrąglony kształt. Mają 2–9 cm długości oraz 2–6 cm szerokości. Są całobrzegie i prawie siedzące.
KwiatyMają zielono-żółtawą barwę z podłużnym ciemnoczerwono-brązowym językiem i żółtymi paskami. Dorastają do 30–50 mm długości.
OwoceTorebki o kulistym kształcie. Mają 1–2 cm długości.

## Biologia i ekologia
Rośnie w lasach, gąszczach i czasami także na terenach uprawnych. Kwitnie od kwietnia do czerwca.

## Zmienność
W obrębie tego gatunku wyodrębniono jeden podgatunek – Aristolochia rotunda subsp. insularis (E.Nardi & Arrigoni) Gamisans.